# Microtus xanthognathus
Microtus xanthognathus (Полівка тайгова) — вид гризунів родини Хом'якові (Cricetidae).

## Проживання
Країни проживання: Канада (Альберта - можливо вимерли, Манітоба, Північно-Західні території, Нунавут, Саскачеван, Юкон), США (Аляска).

## Морфологічні особливості
Має короткі вуха і довгий хвіст. Хутро коричневе з сірим низом й іржаво-жовтою плямою на носі. У середньому 18 см у довжину з 5 см хвостом і вагою близько 120 гр.

## Життя
Живе в північних лісах поблизу води або болота. Споживає трави, лишайники, хвощі і ягоди. Зберігає їжу під землею в своїх норах на зиму. Зазвичай знаходиться в колоніях. Може давати попереджувальний вигук для попередження інших членів колонії про небезпеку. У виводку від 7 до 10 дитинчат. Буває один або два приплоди на рік. Активний цілий рік, як правило, в темні періоди.